# 梁敏華
梁敏華，現為無綫電視編劇、編審。曾在亞洲電視及香港電視網絡任職編劇、編審。在無綫擔任《妙手仁心》、《公主嫁到》、《法證先锋III》等作品編審，後至香港電視，擔任《童話戀曲201314》、《歲月樓情》編審，於香港電視不獲發牌後返回無綫電視擔任《溏心風暴3》的其中一位編審。

## 編審／編劇列表

### 電視劇（亞洲電視）
- 1990年：《赤子雄風》編劇、《鴻運迫人來》編劇
- 1991年：《上海一九四九》編劇、《香港奇案》（單元：AK47、血紙盒）編劇、《觸電情緣》編劇
- 1992年：《點解阿Sir係隻鬼》編劇、《鐵咀雞與扭紋柴》編劇、《李小龍傳》編劇
- 1993年：《槍神》編劇
- 2004年：《爸爸兩邊走》編審
- 2005年：《爸爸向前走》編審、《危險人物》編審

### 電視劇（無綫電視）
- 1993年：《孽吻》編劇
- 1994年：《餐餐有宋家》編劇、《笑看風雲》編劇、《黃飛鴻系列之鐵膽梁寬》編劇
- 1995年：《真情》編劇、《天地男兒》編劇
- 1997年：《美味天王》編劇、《壹號皇庭V》編劇
- 1998年：《妙手仁心》編審+編劇（與鄧特希合作）、《外父唔怕做》編審+編劇（與伍立光合作）
- 1999-2000年：《創世紀》（與周旭明、司徒錦源合作）編審+編劇
- 2001年：《婚前昏後》編審+編劇
- 2003年：《戀愛自由式》 編審+編劇、《衝上雲霄》編審+編劇（與歐冠英合作）
- 2004年：《下一站彩虹》編審
- 2005年：《奪命真夫》編審+編劇（與陳金鈴合作）
- 2008年：《珠光寶氣》編審+編劇（與周旭明、鮑偉聰、黃育德合作）、《Click入黃金屋》編審+編劇（與賈偉南合作）
- 2009年：《有營煮婦》編審+編劇（與黃育德合作）
- 2010年：《談情說案》編審+編劇（與黃育德合作）、《公主嫁到》編審+編劇（與關頌玲合作）
- 2011年：《點解阿Sir係阿Sir》編審+編劇（與黃育德合作） 、《法證先鋒III》編審（與蔡婷婷合作）
- 2012年：《當旺爸爸》編審+編劇（與梁詠梅合作）
- 2017年：《溏心風暴3》編審
- 2019年：《解決師》編審+編劇
- 2020年：《法證先鋒IV》編審（與冼翠貞、阮美鳳合作）
- 2021年：《把關者們》編審（與阮美鳳合作）
- 2023年：《法言人》編審（與阮美鳳合作）
- 2024年：《黑色月光》總編劇+編審（與雷秀蓮合作）

### 電視劇（香港電視網絡）
- 2015年：《童話戀曲201314》編審、《歲月樓情》編審
- 2016年：《Dark Side》（未開拍）